# I. e. 470-es évek
Évszázadok: i. e. 6. század – i. e. 5. század – i. e. 4. század
Évtizedek: i. e. 520-as évek – i. e. 510-es évek – i. e. 500-as évek – i. e. 490-es évek – i. e. 480-as évek – i. e. 470-es évek – i. e. 460-as évek – i. e. 450-es évek – i. e. 440-es évek – i. e. 430-as évek – i. e. 420-as évek
Évek: i. e. 479 – i. e. 478 – i. e. 477 – i. e. 476 – i. e. 475 – i. e. 474 – i. e. 473 – i. e. 472 – i. e. 471 – i. e. 470

## Híres személyek
- Athén: Ariszteidész, Themisztoklész
- Spárta: Pauszaniasz, II. Leótükhidasz spártai király